# پدینگهو
پدینگهو (به انگلیسی: Piddinghoe) یک روستا و محله مدنی در بریتانیا است که در Lewes واقع شده‌است. پدینگهو ۳٫۸ کیلومتر مربع مساحت و ۲۵۵ نفر جمعیت دارد.